# وینچنتسو کروچیتی
وینچنتسو کروچیتی (ایتالیایی: Vincenzo Crocitti؛ ‏ ۱۶ ژوئیهٔ ۱۹۴۹ – ۲۹ سپتامبر ۲۰۱۰) بازیگر اهل ایتالیا بود.
از فیلم‌هایی که وی در آن نقش داشته‌است، می‌توان به آموزگار جایگزین به شهر می‌رود، یک هفته کنار دریا، پیرینوی باحال، پیرینو در مقابل همه، تعطیلات زمستانی، سوداگر، تعطیلات کاکتوسی، بیست‌ساله بودن، شبحی در تختخوابم هست، تنه، خانم صاحبخانه، یک پزشک در خانواده، نجیب و پاکدامن و جووانونا شاسی‌بلند اشاره کرد.